# IC 5084
IC 5084 је спирална галаксија у сазвјежђу Паун која се налази на листи објеката дубоког неба у Индекс каталогу.
Деклинација објекта је - 63° 17' 23" а ректасцензија 21h 9m 14,4s. Привидна величина (магнитуда) објекта IC 5084 износи 12,0 а фотографска магнитуда 12,8. Налази се на удаљености од 56,8 милиона парсека од Сунца. IC 5084 је још познат и под ознакама ESO 107-7, AM 2105-632, IRAS 21051-6329, PGC 66208.